# Unterseeboot 35 (1936)
Pour les articles homonymes, voir Unterseeboot 35.
Le Unterseeboot 35 (ou U-35) était un U-Boot de type VII A de la Kriegsmarine (marine de guerre allemande) pendant la Seconde Guerre mondiale.
Il est commandé dans le cadre du plan Z le 25 mars 1935 en violation du traité de Versailles qui proscrit la construction de ce type de navire par l'Allemagne.
Construit en 1936 par l’Arsenal Germania à Kiel, il est mis en service le 3 novembre 1936 sous le commandement du Kapitänleutnant Klaus Ewerth. L'U-35 mènera trois patrouilles en service actif, dont deux en temps de guerre. Il coule quatre navires et endommage un cinquième, avant d'être coulé le 29 novembre 1939 par le HMS Kingston.

## Construction et caractéristiques

### Construction
La construction de l'U-35 fut ordonnée par la Kriegsmarine le 25 mars 1935, dans le cadre du Plan Z en violation du traité de Versailles. Sa quille est posée le 2 mars 1936 par le Friedrich Krupp Germaniawerft à Kiel. L'U-35 est lancé le 24 septembre 1936 et mis en service le 3 novembre 1936 sous le commandement du Kapitänleutnant Klaus Ewerth.

### Caractéristiques
Comme tous les sous-marins de Type VIIA, l'U-35 déplace 626 tonneaux en surface, et 745 tonneaux en immersion. Il mesure 64,5 mètres de longueur totale, dont une coque pressurisée de 44,5 mètres. Propulsé par deux moteurs Diesel MAN M6V 40/46 totalisant 2 310 chevaux, et deux moteurs électriques Brown, Boveri & Cie GG UB 720/8 totalisant 750 chevaux. Sa vitesse maximale en surface est de 17 nœuds et 8 nœuds en plongée. Son rayon d'action est en surface de 11 470 km à une vitesse de 10 nœuds, et de 175 km en plongée à 4 nœuds. La capacité testée de plongée est de 220 mètres mais peut théoriquement résister à 250 mètres. Son armement est de 5 tubes lance-torpilles de 533 mm (quatre à l'avant, un à l'arrière). Il peut transporter 11 torpilles, ou 22 mines TMA ou 33 mines TMB. Il est enfin équipé d'un canon de pont C35/L45 de 88 mm avec 220 obus, et d'un canon antiaérien C30 de 20 mm.

## Historique de service

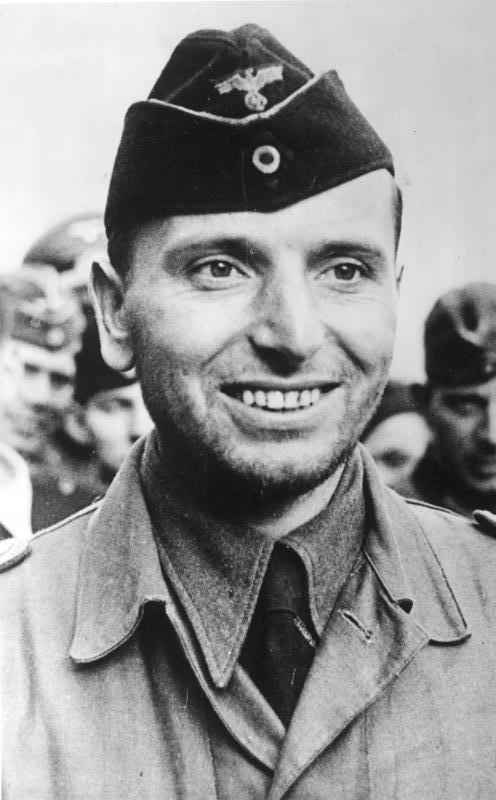
Archives fédérales allemandes Image 183-L22207, Kapitänleutnant Otto Kretschmer.

### Avant la guerre
L'U-35 est connu comme le « bateau de mauvaise fortune » de la Unterseebootsflottille Saltzwedel (2e Unterseebootsflottille) en raison de plusieurs accidents. Il est éperonné par un cargo en 1937, accroché et endommagé par le cuirassé de poche Admiral Graf Spee en 1938. En 1939, près de Warnemünde, un avion d'entrainement Klemm Kl 35 à l'atterrissage heurte l'U-35 avec son aile droite, qui se brise, et l'avion plonge dans le fleuve Warnow. Un membre d'équipage, Martin Müller, se jette à l'eau et sauve le pilote de la noyade en coupant ses sangles au couteau. Plus tard, l'équipage de l'U-35 retrouvera ce même pilote dans un camp de prisonniers de guerre au Canada.
L'U-35 (avec l'U-28) est le premier U-Boot à patrouiller dans l'Atlantique ; il navigue sous le commandement de Hans-Rudolf Rösing jusqu'à Ponta Delgada, dans l'archipel des Açores. Il effectue également plusieurs patrouilles dans les eaux espagnoles sous le commandement de Hermann Michahelles et de Werner Lott, avec pour mission d'empêcher des renforts étrangers (en particulier soviétiques) d'atteindre l'Espagne. Après la mort de Hermann Michahelles le 30 juillet 1937 dans un accident de voiture, Otto Kretschmer, qui était officier d'observation sur l'U-35, en devient alors le commandant par intérim jusqu'au 15 août 1937, remplacé à cette date par le Kapitänleutnant Werner Lott. Kretschmer quitte l'U-35 le mois suivant pour prendre en octobre le commandement de l'U-23.
Le 27 août 1939, l'U-35 quitte Memel pour sa dernière patrouille d'avant-guerre, qui le mène à Kiel le 1er septembre, premier jour d'invasion de la Pologne.

### Première patrouille de guerre
L'U-35 quitte Wilhelmshaven le 9 septembre 1939. Le jour même, le sous-marin HMS Ursula lance les premières torpilles britanniques de la guerre en s'attaquant à l'U-35, à 23 nautiques (43 km) au nord de l'île néerlandaise de Schiermonnikoog. L'U-35 en échappe sans dommage et met le cap sur le nord des îles Britanniques.
Le 18 septembre, l'U-35 intercepte un groupe de trois chalutiers à l'ouest-sud-ouest de l'archipel écossais de Saint-Kilda. Deux sont coulés au canon, l’Arlita (326 tonneaux) et le Lord Minto (295 tonneaux). Le troisième, le Nancy Hague, est épargné et prend à son bord les équipages des deux autres bateaux de pêche,.
Le 21 septembre à 14 h 10, l'U-35 tire trois torpilles sur le convoi OA-7 au sud-ouest des îles Scilly. Il rate un destroyer et un pétrolier, mais touche le pétrolier britannique Teakwood (6 014 tonneaux), qui sera escorté par le destroyer HMS Ardent jusqu'à Falmouth.
Le 1er octobre 1939 à 18 h 45, à 42 milles de Ouessant, l'U-35 stoppe le navire marchand belge (et neutre à cette époque) Suzon (2 239 tonneaux), qui transporte 2 400 tonnes d'étais de mine de Bordeaux à Cardiff. Après que l'équipage a abandonné le navire, celui-ci est torpillé et coulé.

#### L'épisode duDiamantis
Vers 13 h 15 le 3 octobre, à 40 milles à l'ouest des îles Scilly, l'U-35 arraisonne le cargo grec Diamantis (4 990 tonneaux), qui transporte 7 700 tonnes de minerai de manganèse du port de Pepel, Sierra Leone, à destination de Barrow-in-Furness. Comme le Suzon, ce navire grec est neutre, mais transporte une cargaison à destination de la Grande-Bretagne ce qui en fait une cible « légitime ». L'équipage, ne comprenant pas les instructions de l'U-Boot, abandonne le navire. Après que deux torpilles G7a ont explosé prématurément, le navire est coulé par une torpille G7e. Les canots de sauvetage du Diamantis n'étant clairement pas adaptés à la mer agitée, le Kapitänleutnant Werner Lott décide de recueillir l'équipage grec à son bord.
Werner Lott commentera plus tard :
« Dans le mauvais temps, je n'aurais pas pu examiner les papiers du navire, alors j'ai ordonné par signaux qu'il me suive. Je voulais aller sur la côte irlandaise, où je savais que le temps serait plus clément. Comme ils ne me suivaient pas, j'ai tiré au canon à la proue du bateau. Ceci eu pour conséquence de faire paniquer l'équipage qui a sauté dans ses petits canots de sauvetage. On pouvait facilement prédire qu'avec la mer agitée ils chavireraient ».
Le jour suivant, le 4 octobre, l'U-35 est aperçu entre les villages de Ventry et Ballymore dans la péninsule de Dingle, comté de Kerry, en Irlande, pays neutre. Un canot est mis à la mer et les 28 marins grecs du Diamantis sont débarqués.
L'U-35 rentre à Wilhelmshaven le 12 octobre après 34 jours de mer.

### Seconde patrouille de guerre
Le 28 novembre, l'U-35 signale le cuirassé HMS Norfolk. L'U-47 de Günther Prien reçoit le message et attaque le croiseur britannique quelques heures plus tard.
Au matin du 29 novembre 1939, l'U-35 navigue en surface en mer du Nord entre les îles Shetland et la Norvège quand il est aperçu par le destroyer britannique HMS Icarus commandé par le Lt Cdr C D Maud, qui vire de bord pour l'attaquer. L'U-35 l’aperçoit au même moment et plonge immédiatement à une profondeur de 70 mètres, tentant de lui échapper. L'ASDIC du HMS Icarius étant hors service, les charges de profondeur sont réglées à 76 mètres (250 pieds) et lancées en aveugle. Deux autres destroyers britanniques, le Kingston (Lt Cdr P Somerville) et le HMS Kashmir (Lt Cdr H A King) répondent à l'appel du HMS Icarius, qui leur indique la position du dernier contact avant de reprendre sa route pour rejoindre le vapeur Vina. Le HMS Kingston obtient un contact ASDIC et lance deux attaques de charges de profondeur. Le premier passage endommage la gouverne de plongée arrière, la radio et le périscope. Le second passage met hors de service toutes les lumières, provoque une importante voie d'eau à l'arrière et bloque la gouverne de plongée en position surface. Pour tenter d'abaisser la proue et de reprendre le contrôle du sous-marin, tous les hommes disponibles se précipitent dans la salle des torpilles avant pour faire contre poids, les machines en avant toute, mais en vain. Sévèrement touché, l'U-35 fait soudainement surface en urgence et l'ordre d'abandonner le navire est donné. Alors que les hommes descendent sur le pont, le HMS Kashmir croyant un instant qu'ils s'apprêtent à utiliser leur canon de pont, tire un coup de semonce a la proue de l'U-35. L'équipage abandonne le navire, qui coule par la poupe onze minutes après avoir fait surface, à la position géographique de 60° 53′ N, 2° 47′ E. L'équipage est recueilli au complet (43 hommes d'équipage et le commandant) à bord du HMS Kashmir et du HMS Kingston.

## Prisonniers de guerre
L'équipage complet du U-35 est placé en détention à la tour de Londres le 3 décembre 1939 en tant que prisonniers de guerre. Werner Lott, placé seul dans une cellule glaciale, décide d'entamer une grève de la faim jusqu'à ce qu'il puisse voir un officier. Le second jour de détention, il reçoit la visite de lord Louis Mountbatten, commandant de la flotte de destroyers à laquelle appartient le HMS Kingston qui a coulé son sous-marin. Lord Mountbatten lui arrange une entrevue avec le commandant militaire de la prison, et aussitôt après Werner Lott est transféré dans une autre cellule. Son honneur satisfait, il accepte de prendre son premier repas. L'amirauté sous la plume de Lord Mountbatten lui présente ses excuses pour la manière dont il a été traité, et il se voit offrir en compensation une invitation à faire un repas « splendide » au Scott's restaurant. Werner Lott accepte à la condition que son second, Heinz Erchen, l'accompagne. Les deux Allemands, sous la promesse de ne pas tenter de s'évader, sont escortés habillés en civil jusqu'au pont-levis de la prison où une limousine de l'amirauté les attend. Après un dîner convivial avec deux officiers de la marine britannique (dont le commandant Halahan, qu'ils ont connu à Gibraltar en 1938), les deux officiers allemands retournent à la tour de Londres.
Les officiers et le cuisinier de l'U-35, Martin Müller, sont transférés au camp de prisonniers de Grizedale Hall (surnommé U-Boat Hotel) dans le Nord de l'Angleterre le 9 décembre 1939. Le reste de l'équipage est transféré au camp 127, à Oldham dans le Lancashire les 9 et 13 décembre 1939.
Début juin 1940, tous les membres d'équipage sont transférés dans des camps de prisonniers au Canada, principalement au camp de Gravenhurst en Ontario.
Aucun d'eux ne meurt en captivité.

## Affectation
- Unterseebootsflottille « Saltzwedel » du 3 novembre 1936 au 31 août 1939 (service active)
- 2. Unterseebootsflottille du 1er septembre 1936 au 29 novembre 1939 (service active)

## Commandements successifs
- Kapitänleutnant Klaus Ewerth (en) du 3 novembre 1936 au 5 décembre 1936
- Kapitänleutnant Hans-Rudolf Rösing du 6 décembre 1936 à février 1937
- Kapitänleutnant Hermann Michahelles de février 1937 au 30 juillet 1937
- Oberleutnant zur See Otto Kretschmer du 31 juillet 1937 au 15 août 1937
- Kapitänleutnant Werner Lott (en) du 15 août 1937 au 29 novembre 1939

## Navires coulés
L'U-35 a coulé quatre navires marchands pour un total de 7 850 tonneaux et endommagé un navire marchand de 6 014 tonneaux lors de sa première patrouille de guerre.
| Date              | U-boat | Commandant  | Nom du navire | Tonnage | Nationalité | Convoi |
| ----------------- | ------ | ----------- | ------------- | ------- | ----------- | ------ |
| 18 septembre 1939 | U-35   | Werner Lott | Arlita        | 326     | Royaume-Uni |        |
| 18 septembre 1939 | U-35   | Werner Lott | Lord Minto    | 295     | Royaume-Uni |        |
| 21 septembre 1939 | U-35   | Werner Lott | Teakwood (e.) | 6 014   | Royaume-Uni | OA-7   |
| 1er octobre 1939  | U-35   | Werner Lott | Suzon         | 2 239   | Belgique    |        |
| 3 octobre 1939    | U-35   | Werner Lott | Diamantis     | 4 990   | Grèce       |        |
| Total             |        |             |               | 13 864  |             |        |

(e.) : Endommagé

### Sources
- (en) Cet article est partiellement ou en totalité issu de l’article de Wikipédia en anglais intitulé « German submarine U-25 (1936) » (voir la liste des auteurs).